# Zeil am Main
Zeil am Main là một đô thị ở Haßberge bang Bavaria thuộc nước Đức.

Impressions
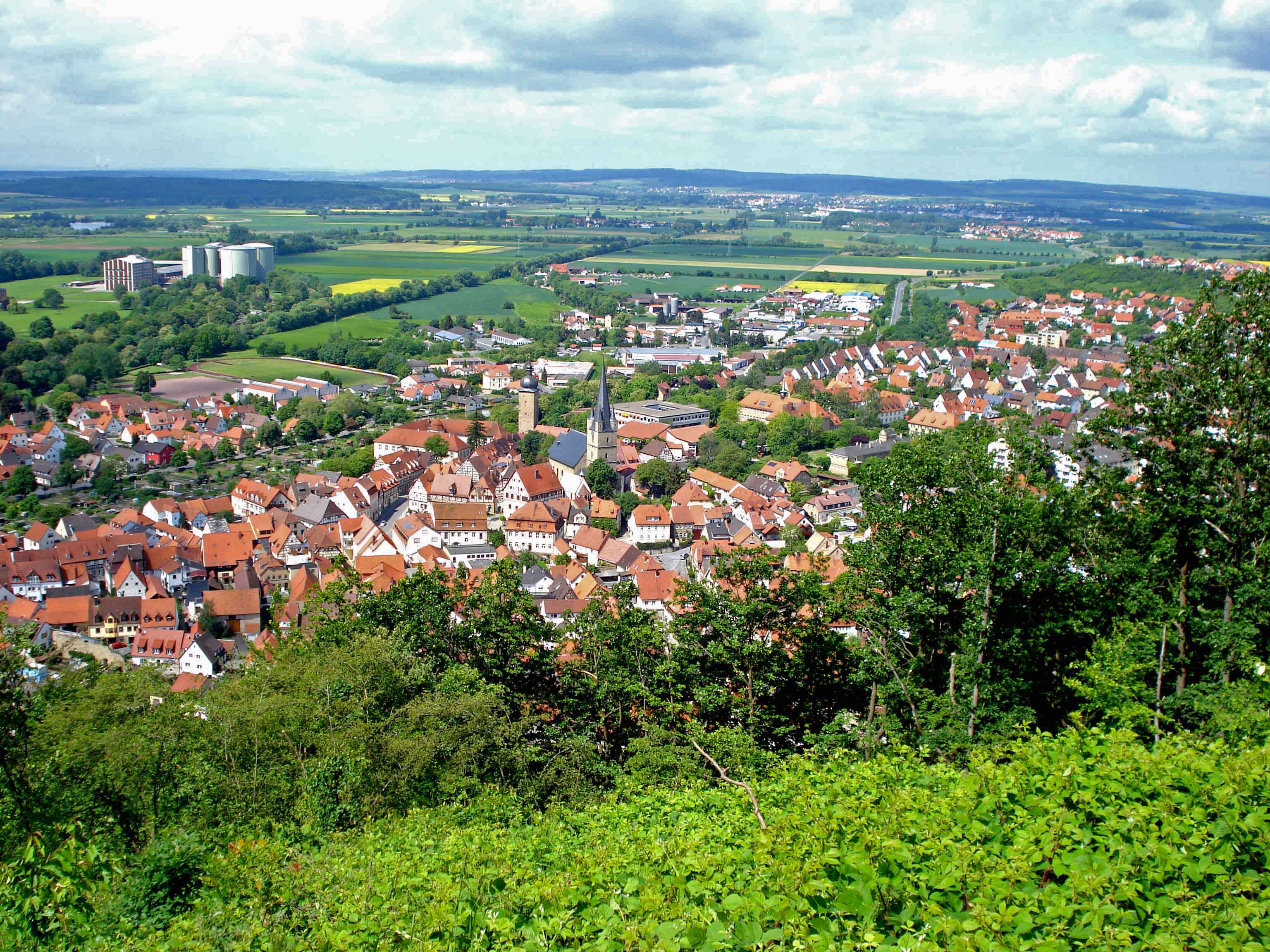
View to Zeil am Main
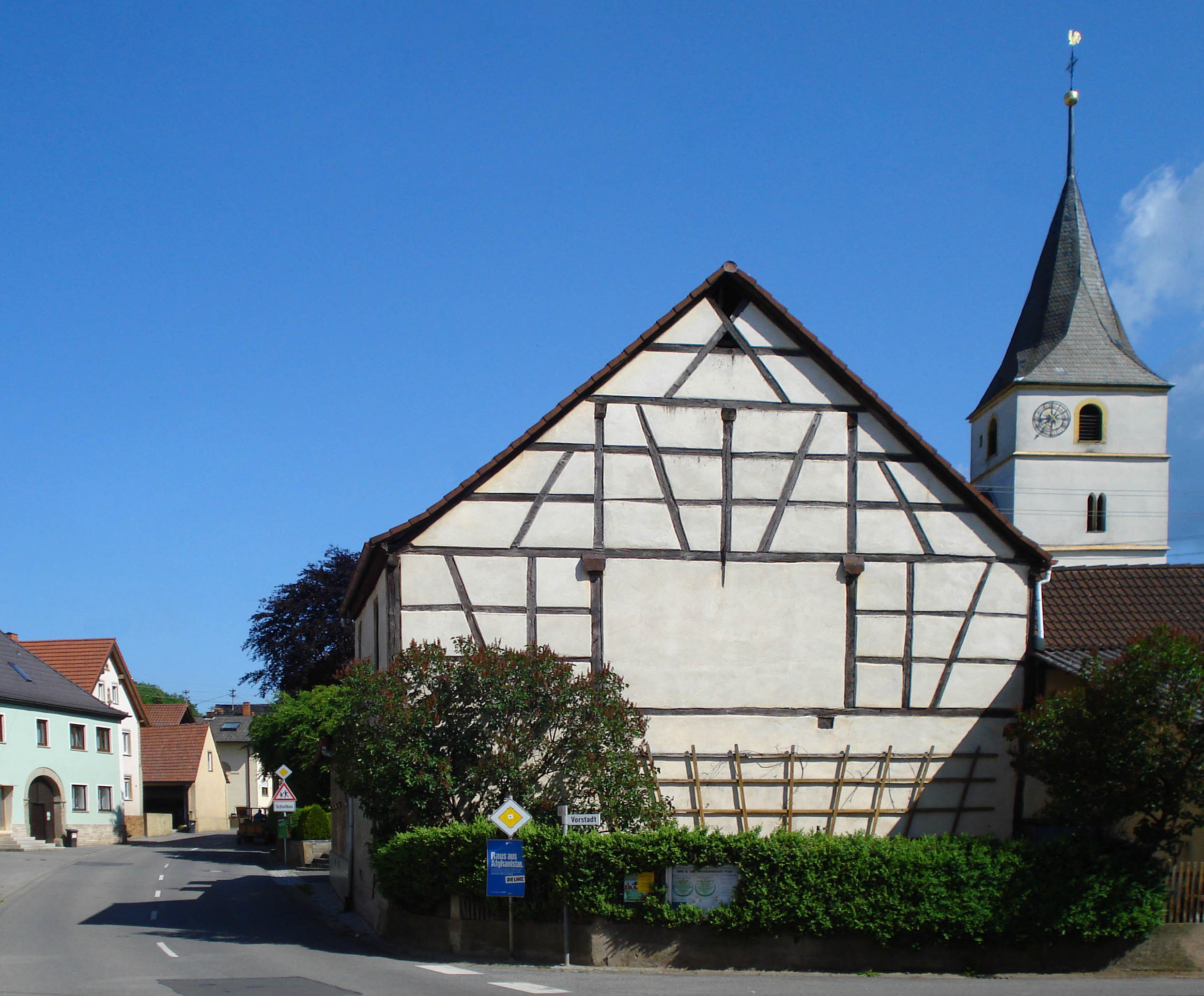
District Krum
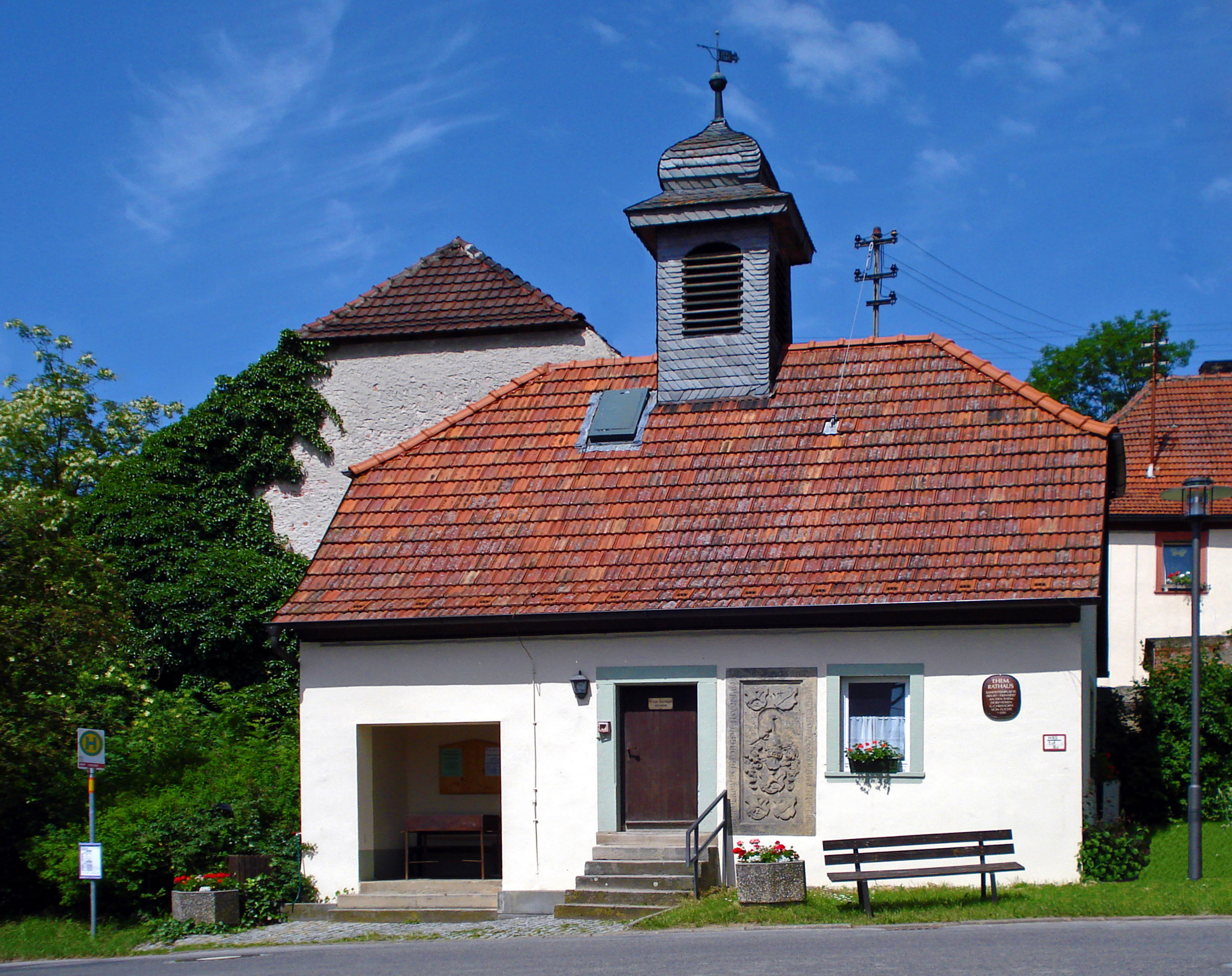
District Bischofsheim

Impressions
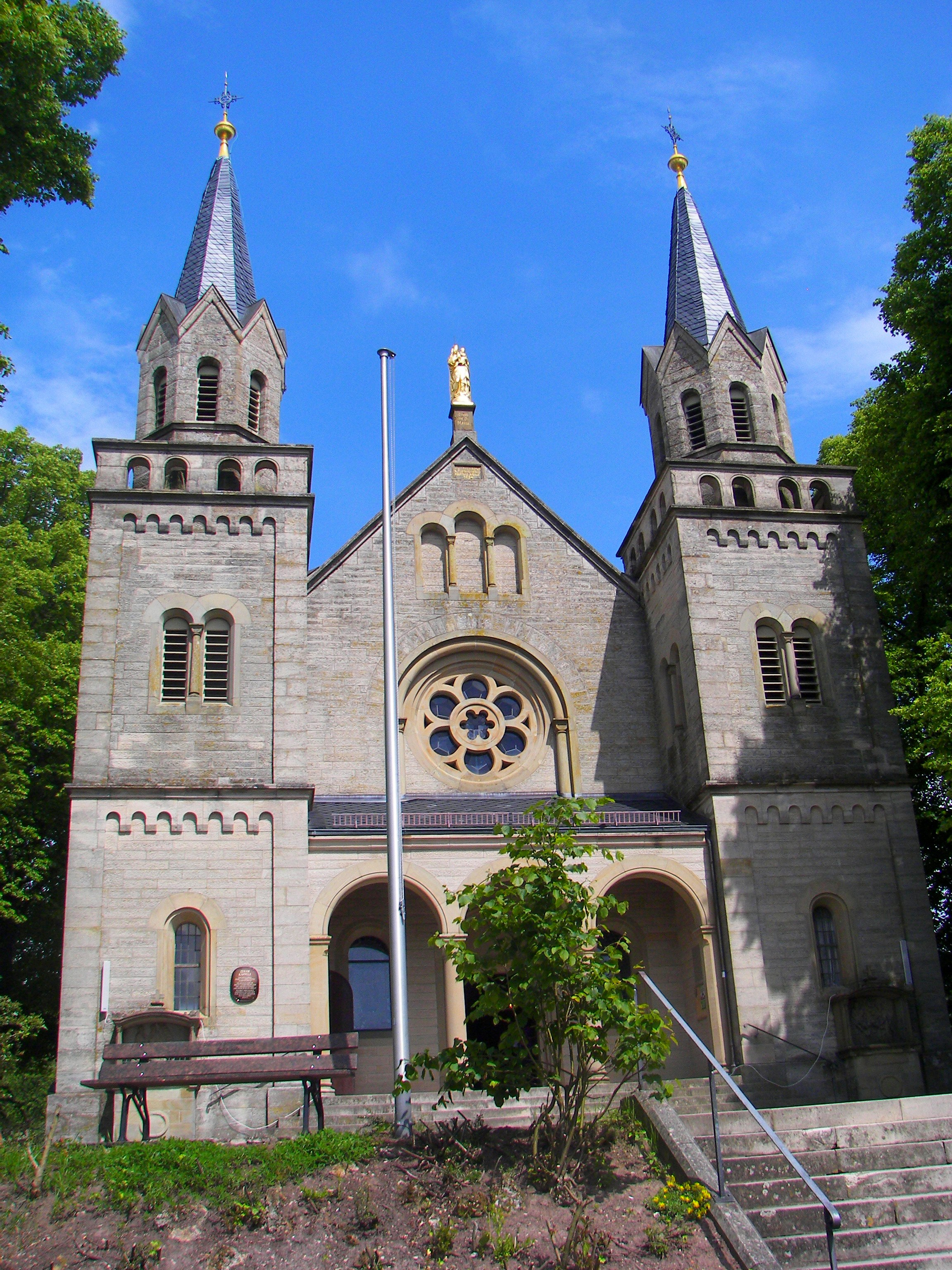
The hill church "Zeiler Käpelle",
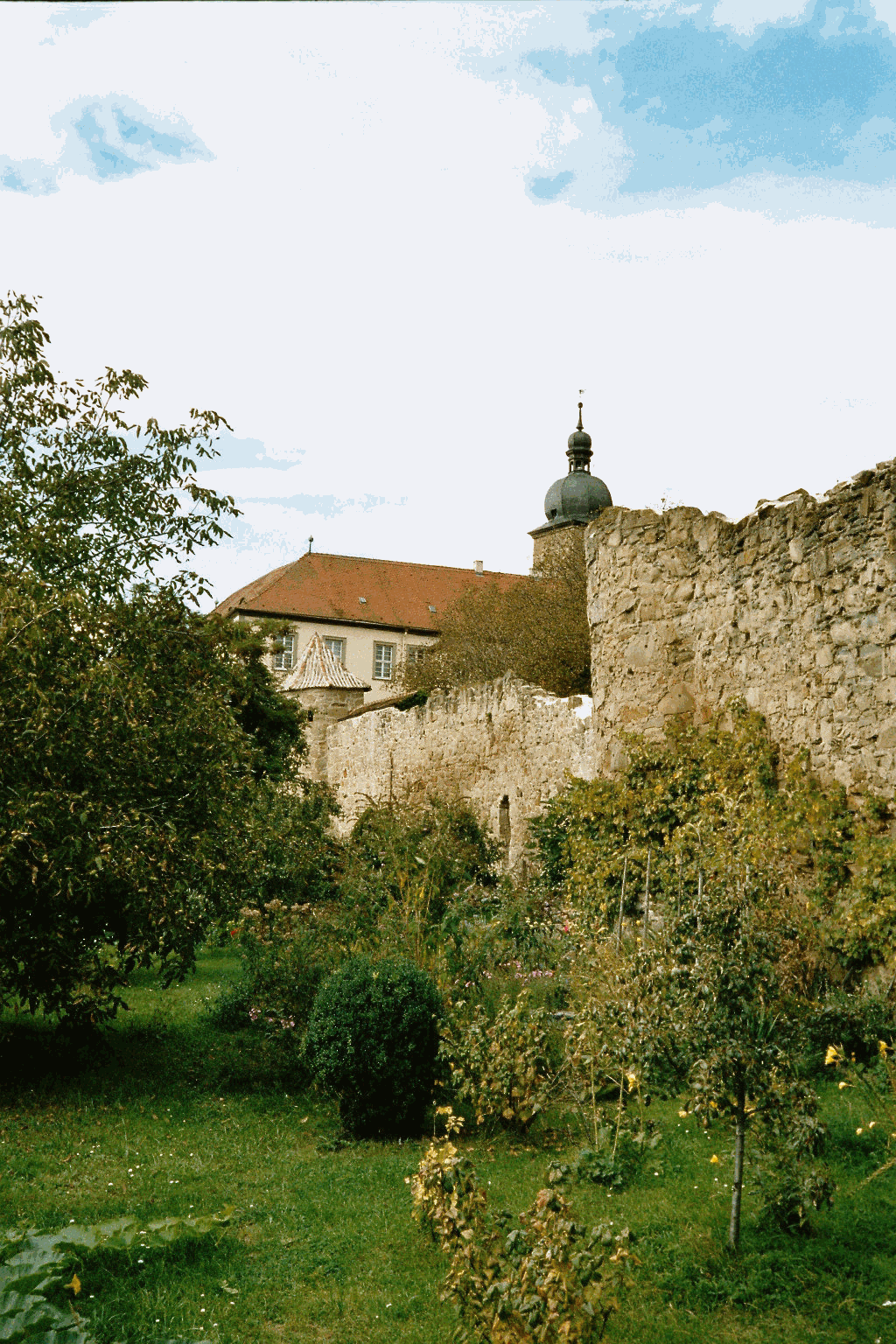
Medieval walls and in the background the Propstenhof